# Josef Jelínek (příslušník RAF)
Josef Jelínek (19. října 1918 Krakovany – 28. listopadu 1966 Havlíčkův Brod) byl členem 311. bombardovací perutě RAF a 138. perutě speciálního nasazení pod evidenčním číslem 787712. 

## Život
Vyučil se mechanikem slaboproudých zařízení u firmy Modrý bod Kolín (později Tesla).
V roce 1937 se přihlásil do leteckého výcviku v rámci akce 1000 nových pilotů na obranu republiky. Byl umístěn do školy leteckého dorostu v Prostějově, po obsazení pohraničních oblastí německou armádou byla ale akce na konci roku 1938 ukončena. Jelínek poté nastoupil vojenskou základní službu u leteckého pluku v Nitře na Slovensku. Po německé okupaci okleštěných Čech a Moravy se vrátil zpět do Čech.
Dne 5. května 1939 využil, s úmyslem odejít do zahraničního exilu a tam bojovat proti okupantům, prvního náboru na práci do Německa a odjel s kamarádem Ladislavem Černohorským (ten se pak stal radiotelegrafistou RAF, ev. č. 787565) ze Starého Kolína do Německa. Následně se jim podařilo projít řetězem německé pohraniční stráže a pomocí loďky se dostat přes řeku Rýn do Francie, kde se přihlásili na policejním komisařství ve Štrasburku. Jejich rodiče obdrželi 12. května 1939 lístek se zprávou, že jsou v pořádku.
Josef Jelínek byl 27. října 1939 presentován u N.T. čs. vojska v Agde, následně byl přidělen k pozemnímu vojsku v hodnosti svobodník a obratem podal žádost o zařazení k letectvu. 1. června 1940 byl přemístěn k doplňovacímu středisku čs. letectva v Bordo, 15. června 1940 byl přemístěn na frontu k III./7 na letiště Orly a při ústupu 24. června 1940 odjel z Francie do Anglie, do Liverpoolu.
17. září 1940 byl přijat do RAF (ev. č. 787712) a 20. ledna 1941 byl přemístěn k 312. čs. stíhací peruti a zařazen jako elektromechanik letounu HAWKER HURICANE Mk I.
V roce 1941 byl 24. května 1941 přemístěn k No.4 Bomb and Gunnery School ve West Freugh a poté 21. června 1941 k 311. čs. bombardovací peruti. 30. září 1941 se zúčastnil prvního operačního letu jako zadní palubní střelec Wellingtonu “KX-B” (T2553) na Cherbourg (konkrétně tento letoun byl při bojové misi nad německým Wilhelmshafenem dne 28. prosince 1941 poškozen protiletadlovou střelbou, byla poškozena hydraulika a motor. Následovalo nouzové přistání v Severním moři, tři členové posádky nepřežili, ale Josef Jelínek v tento den nebyl členem posádky bombardéru). 15. ledna 1942 se uskutečnil jeho poslední let na letounu Wellington nad Německo (Hamburk) v rámci působení u 311. perutě pod RAF Bomber Command.
23. ledna 1942 byl přemístěn k No. 138 Special Duty Squadron RAF (jednalo se o speciální “měsíční” peruť, která prováděla výsadkové akce v okupované Evropě, včetně Československa). 12. října 1942 byl na vlastní žádost zařazen do pilotního výcviku, který probíhal na několika základnách ve Velké Británii a v Kanadě. Ten se mu ale nakonec nepodařilo absolvovat.
V roce 1944 byl nejprve 27. března 1944 přemístěn, aby si doplnil znalostí k obsluze protilodních radiolokátorů, a pak byl 7. října 1944 opět přemístěn k bojové 311. čs. bombardovací peruti, která v té době působila na letišti Tain v hrabství Ross and Cromatry u pobřeží severovýchodního Skotska (plnila zde úkoly námořního průzkumu a protiponorkového boje). Jelínek byl palubním operátorem-střelcem letounu Consolidated B-24 Liberator (působil hlavně v posádce: velitel-pilot F/O Polívka, 2. pilot F/Lt Němeček, navigátor F/Sgt Deutsch, radiotelegrafisté W/O Stehno, W/O A. Novák, W/O J. Jelínek, střelec F/Sgt Karel Štrégl, palubní mechanik F/Sgt J. Schwarz).
Za své vojenské služby se účastnil náletů na německá města jako např. Kolín nad Rýnem, Kiel, Dortmund, Mannheim, Wilhelmshaven na letounu Wellington, dále pak letů nad Belgií a Francií, Severním a Baltským mořem, Norskem a Dánskem na letounu Liberator.
Bojovou činnost ukončila peruť až 3. června 1945. V srpnu následoval návrat do vlasti. Předtím se Jelínek ještě 8. března oženil s Hetty Horsenal (v březnu 1948 se jim narodila dcera Suzzane Linda Jelínková).
Ačkoliv byl v roce 1942 dvakrát vyznamenán Československým válečným křížem 1939, bohužel se již za svého života nedočkal žádného jiného uznání za svoji odbojovou činnost. Následkem zdravotních potíží, vyplývajících také z prodělaných válečných útrap, bývalý příslušník 311.čs. bombardovací perutě RAF, major ve výslužbě in memoriam Josef Jelínek zemřel ve věku 48 let dne 28. listopadu 1966.
Pochován je v rodinném hrobě na hřbitově v Týnci nad Labem.